# ساماريوم
الساماريوم (بالإنجليزية: Samarium)عنصر كيميائي له الرمز Sm والعدد الذري 62 في الجدول الدوري وهو من اللانثانيدات تم فصل هذا العنصر في بدايات القرن العشرين ولم يستخدم لفترة طويله وحاليا فإنه ومركباته أصبحوا من أهم العناصر المستخدمة في التكنولوجيا النووية نظرا لتميز مركباته بالقدرة على امتصاص النترونات لذلك يستخدم حاليا في صناعة المواد الواقية من الإشعاعات في المفاعلات النووية.
السماريوم معدن فضي شديد الصلابة يتأكسد ببطء في الهواء. كونه عضوًا نموذجيًا في سلسلة اللانثانيد، يفترض السماريوم عادة حالة الأكسدة +3. تُعرف أيضًا مركبات السماريوم (II)، وعلى الأخص أحادي أكسيد SMO وأحادي كالكوجينيد السماريوم SmS و SmSe و SmTe، بالإضافة إلى يوديد السماريوم (II) . المركب الأخير هو عامل اختزال شائع في التخليق الكيميائي. لا يلعب السماريوم دورًا بيولوجيًا مهمًا ولكنه سام قليلاً فقط.
تم اكتشاف السماريوم في عام 1879 من قبل الكيميائي الفرنسي بول إميل ليكوك دي بواسبودران وسمي على اسم سامرسكيت المعدني الذي تم عزله منه. تم تسمية المعدن نفسه في وقت سابق على اسم مسؤول مناجم روسي، الكولونيل فاسيلي سامارسكي-بيخوفيتس، الذي أصبح بذلك أول شخص يحمل عنصرًا كيميائيًا اسمه، وإن كان بشكل غير مباشر. على الرغم من تصنيف السماريوم على أنه عنصر أرضي نادر، إلا أنه يحتل المرتبة الأربعين الأكثر وفرة في قشرة الأرض وهو أكثر شيوعًا من المعادن مثل القصدير. يحدث السماريوم مع تركيز يصل إلى 2.8٪ في العديد من المعادن بما في ذلك سيريت، غادولينيت، السمارسكيت سامرسكيت، المونازيت والباستناسيت، وآخر اثنين من كونها معظم مصادر تجارية مشتركة للعنصر. توجد هذه المعادن في الغالب في الصين والولايات المتحدة والبرازيل والهند وسريلانكا وأستراليا؛ الصين هي الرائدة عالميا في تعدين وإنتاج السماريوم.
التطبيق التجاري الرئيسي للسماريوم هو في مغناطيس السماريوم والكوبالت، والتي لها مغنطة دائمة في المرتبة الثانية بعد مغناطيس النيوديميوم. ومع ذلك، يمكن لمركبات السماريوم أن تتحمل درجات حرارة أعلى بكثير، فوق 700 °م (1,292 °ف)، دون أن تفقد خصائصها المغناطيسية، نظرًا لارتفاع نقطة كوري الخاصة بالسبيكة. النظير المشع السماريوم -153 هو المكون النشط لعقار السماريوم ( 153 سم) ليكسيدرونام (كوادراميت)، الذي يقتل الخلايا السرطانية في علاج سرطان الرئة وسرطان البروستاتا وسرطان الثدي وساركوما العظام. نظير آخر، السماريوم -149، هو ماص قوي للنيوترونات، وبالتالي يضاف إلى قضبان التحكم في المفاعلات النووية. يتم تكوينه أيضًا كمنتج اضمحلال أثناء تشغيل المفاعل وهو أحد العوامل المهمة التي تم أخذها في الاعتبار في تصميم المفاعل وتشغيله. تشمل التطبيقات الأخرى للسماريوم تحفيز التفاعلات الكيميائية والتأريخ الإشعاعي وأشعة الليزر.

## الخصائص الفيزيائية
السماريوم معدن أرضي نادر له صلابة وكثافة مماثلة لتلك الموجودة في الزنك. مع نقطة الغليان 1794 درجة مئوية، يعتبر السماريوم ثالث أكثر اللانثانيدات تطايرًا بعد الإيتربيوم والأوروبيوم. تسهل هذه الخاصية فصل السماريوم عن المعدن الخام. في الظروف المحيطة، يفترض السماريوم عادة بنية معينية الوجوه (شكل α). عند التسخين إلى 731 درجة مئوية، يتغير تناظرها البلوري إلى سداسية سداسية الشكل (hcp)، لكن درجة حرارة الانتقال تعتمد على نقاء المعدن. مزيد من التسخين حتى 922 °C يحول المعدن إلى مرحلة مكعبة محورها الجسم (bcc). تسخين حتى 300 درجة درجة مئوية مع ضغط حتى 40 ينتج kbar بنية مزدوجة معبأة سداسية (dhcp). يؤدي تطبيق ضغط أعلى يصل إلى مئات أو آلاف الكيلوبارات إلى سلسلة من التحولات الطورية، ولا سيما مع ظهور مرحلة رباعي الزوايا عند حوالي 900 kbar. في إحدى الدراسات، يمكن إنتاج طور dhcp بدون ضغط، باستخدام نظام صلب غير متوازن مع تغير سريع في درجة الحرارة بين حوالي 400 و 700 درجة مئوية، مما يؤكد الطابع العابر لمرحلة السماريوم هذه. أيضًا، قد تحتوي الأغشية الرقيقة من السماريوم التي يتم الحصول عليها عن طريق ترسيب البخار على مراحل hcp أو dhcp في الظروف المحيطة.
السماريوم (وأكسيد أحادي نصفي) متوازنة المغناطيسية في درجة حرارة الغرفة. اللحظات المغناطيسية الفعالة المقابلة لها، أقل من 2 μ B، هي ثالث أدنى مستوى بين اللانثانيدات (وأكاسيدها) بعد اللانثانوم واللوتيتيوم. يتحول المعدن إلى حالة مغناطيسية مضادة عند التبريد إلى 14.8  يمكن عزل ذرات السماريوم الفردية عن طريق تغليفها في جزيئات الفوليرين.  يمكن أيضًا أن يتم تخديرها بين جزيئات C 60 في مادة الفوليرين الصلبة، مما يجعلها فائقة التوصيل عند درجات حرارة أقل من 8  يسمح تنشيط السماريوم للموصلات الفائقة القائمة على الحديد - أحدث فئة من الموصلات الفائقة عالية الحرارة - بتحسين درجة حرارة الانتقال إلى 56 K، وهي أعلى قيمة تم تحقيقها حتى الآن في هذه السلسلة.

## الخواص الكيميائية
السماريوم الطازج له بريق فضي. في الهواء، يتأكسد ببطء عند درجة حرارة الغرفة ويشتعل تلقائيًا عند 150 درجة مئوية. حتى عند تخزينه تحت الزيت المعدني، يتأكسد السماريوم تدريجيًا ويطور مسحوقًا أصفر مائل إلى الرمادي من خليط الأكسيد - الهيدروكسيد على السطح. يمكن الحفاظ على المظهر المعدني للعينة عن طريق إحكام غلقها تحت غاز خامل مثل الأرجون.
السماريوم إيجابي للغاية للكهرباء ويتفاعل ببطء مع الماء البارد وبسرعة كبيرة مع الماء الساخن لتكوين هيدروكسيد السماريوم:
2Sm(s) + 6H2O(l) → 2Sm(OH)3(aq) + 3H2(g)
يذوب السماريوم بسهولة في حمض الكبريتيك المخفف ليشكل محاليل تحتوي على  إلى أيونات Sm (III) خضراء شاحبة، والتي توجد في صورة  مجمعات:
2Sm(s) + 3H2SO4(aq) → 2Sm3+(aq) + 3SO2−4(aq) + 3H2(g)
السماريوم هو أحد اللانثانيدات القليلة التي تظهر حالة الأكسدة +2. ال  حمراء الدم في محلول مائي.

## مجمعات سكنية
| صيغة  | لون     | تناظر               | مجموعة  | رقم | رمز بيرسون | a (pm) | b (pm) | c (pm) | Z  | كثافة، g/cm3 |
| ----- | ------- | ------------------- | ------- | --- | ---------- | ------ | ------ | ------ | -- | ------------ |
| Sm    | فضي     | ثلاثي الشكل         | R3m     | 166 | hR9        | 362.9  | 362.9  | 2621.3 | 9  | 7.52         |
| Sm    | فضي     | سداسي الشكل         | P63/mmc | 194 | hP4        | 362    | 362    | 1168   | 4  | 7.54         |
| Sm    | فضي     | رباعي الشكل         | I4/mmm  | 139 | tI2        | 240.2  | 240.2  | 423.1  | 2  | 20.46        |
| SmO   | دهب     | مكعب                | Fm3m    | 225 | cF8        | 494.3  | 494.3  | 494.3  | 4  | 9.15         |
| Sm2O3 |         | ثلاثي الشكل         | P3m1    | 164 | hP5        | 377.8  | 377.8  | 594    | 1  | 7.89         |
| Sm2O3 |         | أحادي الشكل         | C2/m    | 12  | mS30       | 1418   | 362.4  | 885.5  | 6  | 7.76         |
| Sm2O3 |         | مكعب                | Ia3     | 206 | cI80       | 1093   | 1093   | 1093   | 16 | 7.1          |
| SmH2  |         | مكعب                | Fm3m    | 225 | cF12       | 537.73 | 537.73 | 537.73 | 4  | 6.51         |
| SmH3  |         | سداسي الشكل         | P3c1    | 165 | hP24       | 377.1  | 377.1  | 667.2  | 6  |              |
| Sm2B5 | رمادي   | أحادي الشكل         | P21/c   | 14  | mP28       | 717.9  | 718    | 720.5  | 4  | 6.49         |
| SmB2  |         | سداسي الشكل         | P6/mmm  | 191 | hP3        | 331    | 331    | 401.9  | 1  | 7.49         |
| SmB4  |         | رباعي               | P4/mbm  | 127 | tP20       | 717.9  | 717.9  | 406.7  | 4  | 6.14         |
| SmB6  |         | مكعب                | Pm3m    | 221 | cP7        | 413.4  | 413.4  | 413.4  | 1  | 5.06         |
| SmB66 |         | مكعب                | Fm3c    | 226 | cF1936     | 2348.7 | 2348.7 | 2348.7 | 24 | 2.66         |
| Sm2C3 |         | مكعب                | I43d    | 220 | cI40       | 839.89 | 839.89 | 839.89 | 8  | 7.55         |
| SmC2  |         | رباعي               | I4/mmm  | 139 | tI6        | 377    | 377    | 633.1  | 2  | 6.44         |
| SmF2  | بنفسجي  | مكعب                | Fm3m    | 225 | cF12       | 587.1  | 587.1  | 587.1  | 4  | 6.18         |
| SmF3  | ابيض    | مستطيل متعامد الشكل | Pnma    | 62  | oP16       | 667.22 | 705.85 | 440.43 | 4  | 6.64         |
| SmCl2 | بني     | مستطيل متعامد الشكل | Pnma    | 62  | oP12       | 756.28 | 450.77 | 901.09 | 4  | 4.79         |
| SmCl3 | اصفر    | سداسي الشكل         | P63/m   | 176 | hP8        | 737.33 | 737.33 | 416.84 | 2  | 4.35         |
| SmBr2 | بني     | مستطيل متعامد الشكل | Pnma    | 62  | oP12       | 797.7  | 475.4  | 950.6  | 4  | 5.72         |
| SmBr3 | اصفر    | مستطيل متعامد الشكل | Cmcm    | 63  | oS16       | 404    | 1265   | 908    | 2  | 5.58         |
| SmI2  | اخضر    | أحادي الشكل         | P21/c   | 14  | mP12       |        |        |        |    |              |
| SmI3  | برتقالي | ثلاثي الشكل         | R3      | 63  | hR24       | 749    | 749    | 2080   | 6  | 5.24         |
| SmN   |         | مكعب                | Fm3m    | 225 | cF8        | 357    | 357    | 357    | 4  | 8.48         |
| SmP   |         | مكعب                | Fm3m    | 225 | cF8        | 576    | 576    | 576    | 4  | 6.3          |
| SmAs  |         | مكعب                | Fm3m    | 225 | cF8        | 591.5  | 591.5  | 591.5  | 4  | 7.23         |

### أكاسيد
أكثر أكسيد السماريوم استقرارًا هو السيسكوسايد Sm 2 O 3 . أما بالنسبة للعديد من مركبات السماريوم الأخرى، فهو موجود في عدة مراحل بلورية. يتم الحصول على الشكل المثلثي عن طريق التبريد البطيء من الذوبان. نقطة انصهار Sm 2 O 3 عالية إلى حد ما (2345 درجة مئوية) وبالتالي لا يتحقق الذوبان عادة بالتسخين المباشر، ولكن بالتسخين التعريفي، من خلال ملف التردد الراديوي. يمكن تطوير بلورات Sm 2 O 3 للتناظر أحادي الميل بواسطة طريقة اندماج اللهب (عملية فيرنويل) من مسحوق Sm 2 O 3، والذي ينتج كرات أسطوانية يصل طولها إلى عدة سنتيمترات وقطرها حوالي سنتيمتر واحد. تكون الكرة شفافة عندما تكون نقية وخالية من العيوب وتكون برتقالية على خلاف ذلك. تسخين ثلاثي الزوايا المستقر Sm 2 O 3 إلى 1900 °C يحولها إلى مرحلة أحادية الميل أكثر استقرارًا. كما تم وصف مكعب Sm 2 O 3. 
السماريوم هو أحد اللانثانيدات القليلة التي تشكل أول أكسيد، SmO. تم الحصول على هذا المركب الأصفر الذهبي اللامع عن طريق تقليل Sm 2 O 3 بمعدن السماريوم عند درجة حرارة مرتفعة (1000 درجة مئوية) والضغط فوق 50 كبار. أدى خفض الضغط إلى تفاعل غير كامل. يحتوي SmO على هيكل شبكي مكعب من الملح الصخري.

### شالكوجينيدات
يشكل السماريوم كبريتيد ثلاثي التكافؤ وسيلينيد وتيلورايد. من المعروف أيضًا أن مركبات الكالكوجينيد ثنائية التكافؤ SmS و SmSe و SmTe مع هيكل بلوري مكعب من الملح الصخري. إنها رائعة بالتحويل من الحالة شبه الموصلة إلى الحالة المعدنية في درجة حرارة الغرفة عند تطبيق الضغط. في حين أن الانتقال مستمر ويحدث في حوالي 20-30 kbar في SmSe و SmTe، فهو مفاجئ في الرسائل القصيرة ويتطلب 6.5 فقط kbar. ينتج عن هذا التأثير تغيير مذهل في اللون في SmS من الأسود إلى الأصفر الذهبي عندما يتم خدش أو تلميع بلورات الأفلام. لا يغير الانتقال التناظر الشبكي، ولكن هناك انخفاض حاد (~ 15٪) في حجم البلورة. يظهر التباطؤ، أي عندما يتم تحرير الضغط، تعود SmS إلى حالة أشباه الموصلات عند ضغط أقل بكثير يبلغ حوالي 0.4 كيلو بار.

### هاليدات
يتفاعل معدن السماريوم مع جميع الهالوجينات مكونًا ثلاثي الهاليد:
2 Sm (s) + 3 X2 (g) → 2 SmX3 (s) (X = F, Cl, Br or I)
مزيد من الاختزال مع الساماريوم أو الليثيوم أو معادن الصوديوم في درجات حرارة مرتفعة (حوالي 700-900 °C) تنتج ثنائي الهاليدات. يمكن أيضًا تحضير ثنائي اليوديد عن طريق تسخين SMI 3، أو عن طريق تفاعل المعدن مع 1،2-ثنائي يود إيثان في رباعي هيدرو فيوران لا مائي في درجة حرارة الغرفة:
Sm (s) + ICH2-CH2I → SmI2 + CH2=CH2.
بالإضافة إلى ثنائي الهاليدات، ينتج الاختزال أيضًا العديد من هاليدات السماريوم غير المتكافئة مع بنية بلورية محددة جيدًا، مثل Sm 3 F 7، Sm 14 F 33، Sm 27 F 64،  Sm 11 Br 24، Sm 5 Br 11 و Sm 6 Br 13 .
كما هو مبين في الجدول أعلاه، تغير هاليدات السماريوم هياكلها البلورية عندما يتم استبدال نوع من ذرات الهاليد بآخر، وهو سلوك غير مألوف لمعظم العناصر (مثل الأكتينيدات). تحتوي العديد من الهاليدات على مرحلتين بلوريتين رئيسيتين لتكوين واحد، أحدهما أكثر استقرارًا بشكل ملحوظ والآخر يكون ثابتًا. يتكون الأخير عند الضغط أو التسخين، متبوعًا بإخماده في الظروف المحيطة. على سبيل المثال، يؤدي ضغط ثنائي الساماريوم أحادي الميل المعتاد وتحرير الضغط إلى تكوين هيكل معيني من نوع PbCl 2 (كثافة 5.90 جم / سم 3)،  وعلاج مماثل ينتج عنه مرحلة جديدة من ثلاثي يوديد السماريوم (كثافة 5.97 ز / سم 3).

### بوريدات
مساحيق التلبيد لأكسيد السماريوم والبورون، في الفراغ، ينتج عنها مسحوق يحتوي على عدة مراحل بوريد السماريوم، ويمكن التحكم في نسبة حجمها من خلال نسبة الخلط. يمكن تحويل المسحوق إلى بلورات أكبر من سماريوم بوريد معين باستخدام تقنيات ذوبان القوس أو ذوبان المنطقة، بالاعتماد على درجة حرارة الانصهار / التبلور المختلفة لـ SmB 6 (2580) درجة مئوية)، SMB 4 (حوالي 2300 درجة مئوية) و SmB 66 (2150 درجة مئوية). كل هذه المواد صلبة وهشة، صلبة رمادية داكنة مع زيادة صلابة مع محتوى البورون. السماريوم ثنائي بوريد متطاير للغاية بحيث لا يمكن إنتاجه بهذه الطرق ويتطلب ضغطًا مرتفعًا (حوالي 65 كيلو بار) ودرجات حرارة منخفضة بين 1140 و 1240 درجة مئوية لتحقيق الاستقرار في نموها. تؤدي زيادة درجة الحرارة إلى التكوينات التفضيلية لـ SmB 6 .

#### السماريوم هيكسابورايد
ساماريوم هيكسابورايد هو مركب نموذجي متوسط التكافؤ حيث يوجد السماريوم على شكل أيونات Sm 2+ و Sm 3+ بنسبة 3: 7. إنه ينتمي إلى فئة عوازل كوندو، أي في درجات حرارة عالية (فوق 50 K)، خصائصه نموذجية لمعدن كوندو، مع التوصيل الكهربائي المعدني الذي يتميز بتشتت قوي للإلكترون، بينما في درجات الحرارة المنخفضة، يتصرف كعازل غير مغناطيسي مع فجوة نطاق ضيقة من حوالي 4-14 meV. يصاحب انتقال العازل المعدني الناجم عن التبريد في SmB 6 زيادة حادة في التوصيل الحراري، تبلغ ذروتها عند حوالي 15 ك. سبب هذه الزيادة هو أن الإلكترونات نفسها لا تساهم في التوصيل الحراري عند درجات الحرارة المنخفضة، والتي تهيمن عليها الفونونات، ولكن انخفاض تركيز الإلكترون قلل من معدل تشتت الإلكترون والفونون.
يبدو أن البحث الجديد يظهر أنه قد يكون عازلًا طوبولوجيًا.

### مركبات غير عضوية أخرى

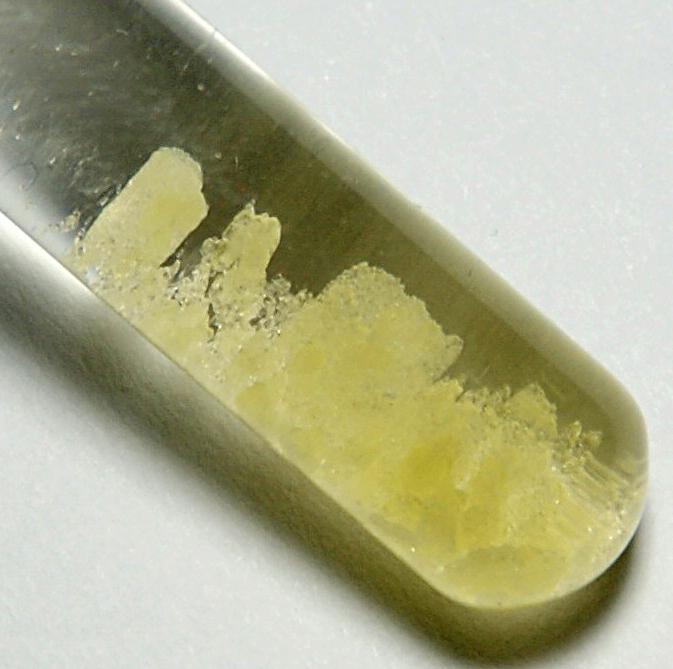
كبريتات السماريوم، Sm _{2} (SO _{4}) _{3}

يتم تحضير كربيدات السماريوم عن طريق إذابة خليط معدن الجرافيت في جو خامل. بعد التوليف، تكون غير مستقرة في الهواء وتتم دراستها أيضًا في جو خامل. السماريوم أحادي الفوسفيد (SmP) هو أشباه موصلات ذات فجوة نطاق تبلغ 1.10 eV، كما هو الحال في السيليكون، والموصلية الكهربائية العالية من النوع n . يمكن تحضيره بالتلدين عند 1100 ° م أمبولة كوارتز مفرغة تحتوي على مساحيق مختلطة من الفوسفور والسماريوم. يكون الفوسفور شديد التقلب في درجات حرارة عالية وقد ينفجر، وبالتالي يجب الحفاظ على معدل التسخين أقل بكثير من 1 درجة مئوية / دقيقة. تم اعتماد إجراء مشابه لـ مونارسينيد (SMAs)، لكن درجة حرارة التوليف تكون أعلى عند 1800 درجة مئوية.
تُعرف العديد من المركبات الثنائية البلورية بالسماريوم وواحد من المجموعة 14 أو 15 أو 16 عنصر X، حيث X هي Si، Ge، Sn، Pb، Sb أو Te، وتشكل السبائك المعدنية من السماريوم مجموعة كبيرة أخرى. يتم تحضيرها جميعًا عن طريق تلدين مساحيق مختلطة من العناصر المقابلة. العديد من المركبات الناتجة غير متكافئة ولها تركيبات اسمية Sm a X b، حيث تتراوح نسبة b / a بين 0.5 و 3.

### المركبات العضوية الفلزية
يشكل السماريوم محلول البنتادينيد  ومشتقاته الكلورية  و. يتم تحضيرها عن طريق تفاعل السماريوم ثلاثي كلوريد مع  في رباعي هيدرو الفوران. على عكس سيكلوبنتاديينيدات لمعظم اللانثانيدات الأخرى، في  بعض  تربط بعضها ببعض عن طريق تشكيل رؤوس حلقية η 1 أو حواف η 2 باتجاه ذرة سماريوم مجاورة أخرى، وبالتالي تكوين سلاسل بوليمرية. مشتق الكلور  على بنية باهتة، والتي يتم التعبير عنها بشكل أكثر دقة  . هناك، يمكن استبدال جسور الكلور، على سبيل المثال، بواسطة ذرات اليود أو الهيدروجين أو النيتروجين أو مجموعات النفثالينات.
و (C 5 H 5) - أيون في سيكلوبنتاديينيدات السماريوم يمكن الاستعاضة عن إيندينيد (C 9 H 7) - أو حلقي الأوكتاتترايين (C 8 H 8) 2- حلقة، مما أدى إلى  أو  . يحتوي المركب الأخير على بنية مشابهة لتلك الموجودة في اليورانوسين. يوجد أيضًا سيكلوبنتاديينيدمن السماريوم ثنائي التكافؤ،  - مادة صلبة تتسامى عند حوالي 85 درجة مئوية. على عكس الفيروسين، فإن حلقات   ليست متوازية ولكنها مائلة بمقدار 40 درجة.
يتم الحصول على ألكيلات وأريلات السماريوم من خلال تفاعل التفاعل الكيميائي مزدوج التبادل في رباعي هيدرو الفوران أو الأثير:
SmCl3 + 3LiR → SmR3 + 3LiCl
Sm(OR)3 + 3LiCH(SiMe3)2 → Sm{CH(SiMe3)2}3 + 3LiOR
هنا R عبارة عن مجموعة هيدروكربونية و Me تعني الميثيل.

## النظائر
يحتوي السماريوم الطبيعي على نشاط إشعاعي يبلغ 128 بيكريل / ز[بحاجة لمصدر] . يتكون من خمسة نظائر مستقرة: 144 Sm، 149 Sm، 150 Sm، 152 Sm و 154 Sm، واثنين من النظائر المشعة طويلة العمر للغاية، 147 Sm (نصف العمر t 1/2 = 1.06 ×1011 سنة) و 148 Sm(7 ×1015 سنة)، مع وجود 152 سم الأكثر وفرة (نسبة الوفرة الطبيعية 26.75٪). [56] تم سرد 149 Sm من خلال مصادر مختلفة إما على أنها مستقرة [56]  أو مشعة،  ولكن تم إعطاء حد أدنى فقط لنصف عمرها.
تتحلل النظائر طويلة العمر، 146 Sm، 147 Sm، و 148 Sm، بشكل أساسي عن طريق انبعاث جسيمات ألفا إلى نظائر النيوديميوم. تتحلل نظائر السماريوم الأخف وزناً غير المستقرة بشكل أساسي عن طريق التقاط الإلكترون إلى نظائر البروميثيوم، بينما تتحول النظائر الأثقل من خلال تسوس بيتا إلى نظائر اليوروبيوم. [56]
اضمحلال ألفا من 147 Sm إلى 143 ثانية مع نصف عمر 1.06 ×1011 سنة يخدم في تأريخ السماريوم والنيوديميوم.
يبلغ عمر النصف لكل من 151 Sm و 145 Sm 90 عامًا و 340 يومًا على التوالي. جميع النظائر المشعة المتبقية لها فترات نصف عمر أقل من يومين، ومعظم هذه النظائر لها نصف عمر أقل من 48 ثانية. يحتوي السماريوم أيضًا على خمسة أيزومرات نووية أكثرها ثباتًا هو 141 م سم (نصف عمر 22.6 دقيقة)، 143 م 1 سم (ر 1/2 = 66 ثانية) و 139 م سم (ر 1/2 = 10.7 ثواني). [56]

## تاريخ

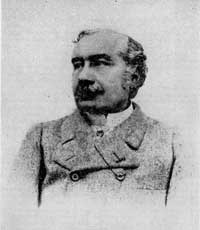
Paul Émile Lecoq de بويزبدرن، مكتشف السماريوم

تم الإعلان عن اكتشاف السماريوم والعناصر ذات الصلة من قبل العديد من العلماء في النصف الثاني من القرن التاسع عشر. ومع ذلك، فإن معظم المصادر تعطي الأولوية للكيميائي الفرنسي Paul Émile Lecoq de بويزبدرن. عزل بويزبدرن أكسيد السماريوم و / أو هيدروكسيد في باريس عام 1879 من معدن السمارسكيتي) وحدد عنصرًا جديدًا فيه عبر خطوط امتصاص بصري حادة. أعلن الكيميائي السويسري مارك ديلافونتين عن عنصر ديسيبيوم جديد (من (باللاتينية: decipiens)‏ بمعنى «خادع ومضلل») في عام 1878،  ولكن لاحقًا في 1880-1881 أظهر أنه مزيج من عدة عناصر، أحدها مطابق لسماريوم بويزبدرن. على الرغم من العثور على سامرسكيت لأول مرة في منطقة الأورال الروسية النائية، إلا أنه بحلول أواخر سبعينيات القرن التاسع عشر، كانت رواسبه موجودة في أماكن أخرى مما جعل المعدن متاحًا للعديد من الباحثين. على وجه الخصوص، وجد أن السماريوم المعزول بواسطة بويزبدرن كان أيضًا غير نقي ويحتوي على كمية مماثلة من اليوروبيوم. تم إنتاج العنصر النقي فقط في عام 1901 بواسطة يوجين أناتول ديماركاي.
أطلق بويزبدرن على عنصره سامريا اسم سامرسكيت المعدني، والذي بدوره كرم فاسيلي سامارسكي بيخوفيتس (1803–1870). سمارسكي-بيخوفيتس، بصفته رئيس أركان فيلق مهندسي التعدين الروسي، سمح لاثنين من علماء المعادن الألمان، الأخوين جوستاف روز وهاينريش روز، بدراسة العينات المعدنية من جبال الأورال. وبهذا المعنى، كان السماريوم أول عنصر كيميائي يتم تسميته على اسم شخص ما. تحولت في وقت لاحق السامرة اسم يستخدمه بويزبدرن إلى السماريوم، لتتوافق مع أسماء العناصر الأخرى، والسامرة في الوقت الحاضر يستخدم أحيانا للإشارة إلى أكسيد السماريوم، قياسا على اليتريا، زركونيا، الألومينا، أكسيد هولميوم ثلاثي، أكسيد هولميوم ثلاثي، الخ تم اقتراح الرمز Sm للسماريوم. ومع ذلك، تم استخدام Sa بديل بشكل متكرر بدلاً من ذلك حتى عشرينيات القرن الماضي.
قبل ظهور تقنية فصل التبادل الأيوني في الخمسينيات من القرن الماضي، لم يكن للسماريوم أي استخدامات تجارية في شكل نقي. ومع ذلك، كان أحد المنتجات الثانوية لتنقية التبلور الجزئي للنيوديميوم عبارة عن مزيج من السماريوم والجادولينيوم الذي اكتسب اسم «ليندسي ميكس» بعد الشركة التي صنعته. يُعتقد أن هذه المادة قد استخدمت في قضبان التحكم النووية في بعض المفاعلات النووية المبكرة. في الوقت الحاضر، يوجد منتج سلعي مشابه له اسم مركز «السماريوم - اليوروبيوم - الجادولينيوم» (SEG). يتم تحضيره عن طريق الاستخلاص بالمذيبات من اللانثانيدات المختلطة المعزولة من الباستناسيت (أو المونازيت). نظرًا لأن اللانثانيدات الأثقل لها تقارب أكبر للمذيب المستخدم، فمن السهل استخلاصها من الكتلة باستخدام نسب صغيرة نسبيًا من المذيب. لا يقوم جميع منتجي الأرض النادرة الذين يعالجون باستناسيت بذلك على نطاق واسع بما يكفي للاستمرار في فصل مكونات SEG، والتي تشكل عادةً واحدًا أو اثنين بالمائة فقط من الخام الأصلي. لذلك فإن هؤلاء المنتجين سيصنعون SEG بهدف تسويقها للمعالجات المتخصصة. وبهذه الطريقة، يتم إنقاذ محتوى خام اليوروبيوم القيم لاستخدامه في صناعة الفوسفور. تنقية السماريوم بعد إزالة اليوروبيوم. اعتبارًا من 2012 نظرًا لوجود فائض في العرض، يكون أكسيد السماريوم أقل تكلفة على نطاق تجاري مما قد توحي به وفرته النسبية في الخام.

## الحدوث والإنتاج

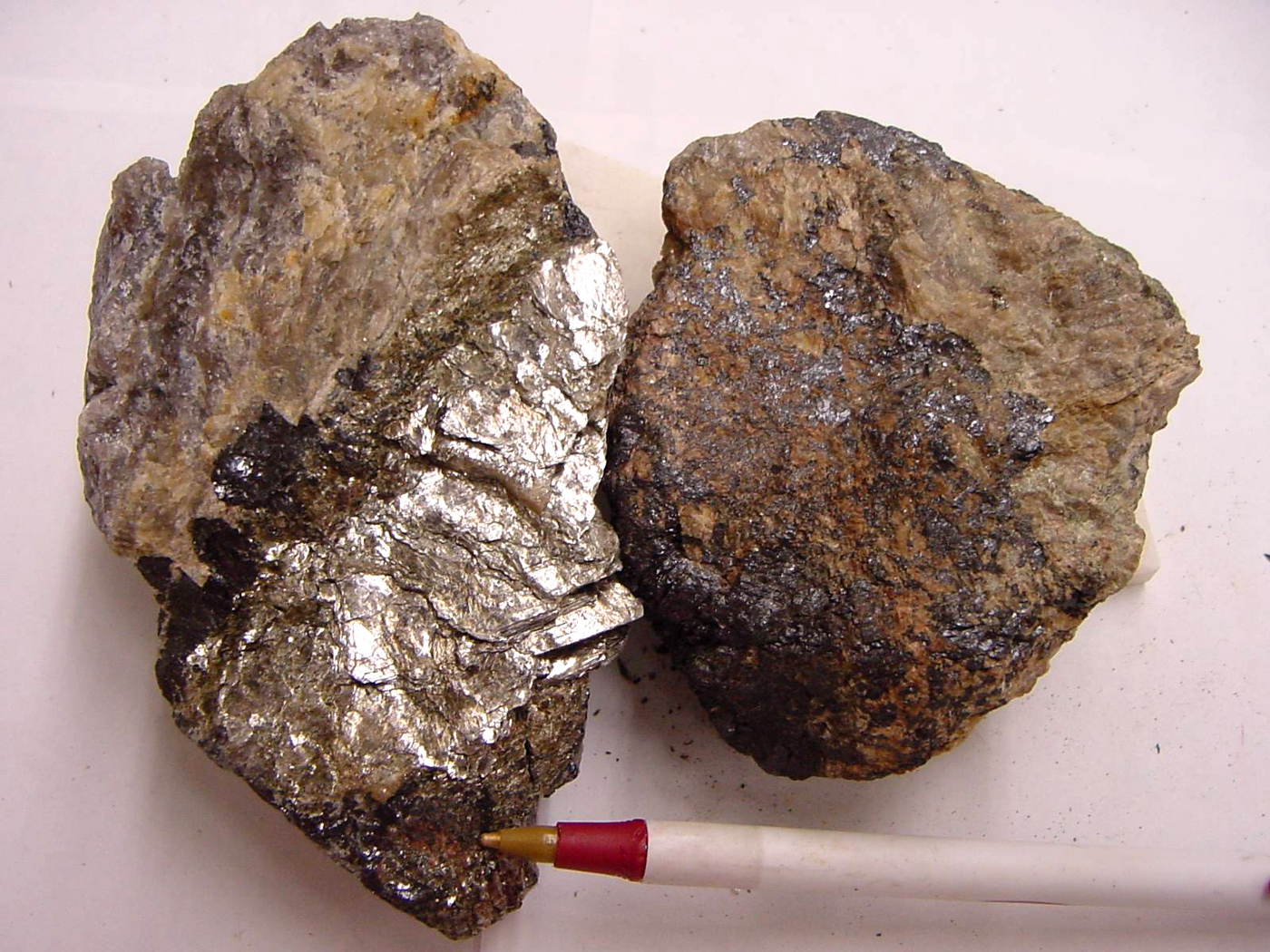
سامرسكيت

بمتوسط تركيز يبلغ حوالي 8 أجزاء في المليون (ppm)، يحتل السماريوم المرتبة الأربعين الأكثر وفرة في قشرة الأرض. إنه خامس اللانثانيد الأكثر وفرة وهو أكثر شيوعًا من عناصر مثل القصدير. يتراوح تركيز السماريوم في التربة بين 2 و 23 جزء في المليون، وتحتوي المحيطات على حوالي 0.5 - 0.8 أجزاء لكل تريليون. يعتمد توزيع السماريوم في التربة بشدة على حالته الكيميائية وهو غير متجانس للغاية: في التربة الرملية، يكون تركيز السماريوم أعلى بحوالي 200 مرة على سطح جزيئات التربة منه في الماء المحبوس بينهما، ويمكن أن تتجاوز هذه النسبة 1000 في الطين.
لم يتم العثور على السماريوم الحرة في الطبيعة، ولكن، مثل العناصر الأرضية النادرة الأخرى، ويرد في العديد من المعادن، بما في ذلك المونازيت، الباستناسيت، cerite، غادولينيت والسمارسكيت. المونازيت (الذي يحدث فيه السماريوم بتركيزات تصل إلى 2.8٪)  ويستخدم الباستناسيت في الغالب كمصادر تجارية. تقدر الموارد العالمية من السماريوم بمليوني طن. تقع معظمها في الصين والولايات المتحدة والبرازيل والهند وسريلانكا وأستراليا، ويبلغ الإنتاج السنوي حوالي 700 طن. عادة ما يتم تقديم تقارير الإنتاج القطرية لجميع معادن الأرض النادرة مجتمعة. حتى الآن، تمتلك الصين أكبر إنتاج حيث يتم استخراج 120.000 طن سنويًا؛ تليها الولايات المتحدة (حوالي 5000 طن)  والهند (2700 طن). يباع السماريوم عادة على شكل أكسيد، والذي يبلغ سعره حوالي 30 دولارًا أمريكيًا / كجم وهو أحد أرخص أكاسيد اللانثانيد. في حين أن خليط الفلزات - خليط من المعادن الأرضية النادرة التي تحتوي على حوالي 1٪ من السماريوم - قد تم استخدامه منذ فترة طويلة، لم يتم عزل السماريوم النقي نسبيًا إلا مؤخرًا، من خلال عمليات التبادل الأيوني، وتقنيات استخلاص المذيبات، والترسيب الكهروكيميائي. غالبًا ما يتم تحضير المعدن بالتحليل الكهربائي لمزيج مصهور من كلوريد السماريوم (III) مع كلوريد الصوديوم أو كلوريد الكالسيوم. يمكن أيضًا الحصول على السماريوم عن طريق تقليل أكسيده باللانثانم. ثم يتم تقطير المنتج لفصل السماريوم (نقطة الغليان 1794 °C) واللانثانم (BP 3464 درجة مئوية).
إن هيمنة السماريوم في المعادن أمر فريد. تشمل المعادن التي تحتوي على السماريوم الأساسي (السائد) المونازيت- (Sm) وفلورنسايت- (Sm) . هم نادرون جدا.
ينتج السماريوم-151 في حالة الانشطار النووي لليورانيوم بإنتاجية تبلغ حوالي 0.4٪ من العدد الإجمالي لأحداث الانشطار. يتم تصنيعه أيضًا عند التقاط النيوترون بواسطة السماريوم 149، والذي يضاف إلى قضبان التحكم في المفاعلات النووية. وبالتالي، فإن السماريوم 151 موجود في الوقود النووي المستهلك والنفايات المشعة.

## التطبيقات

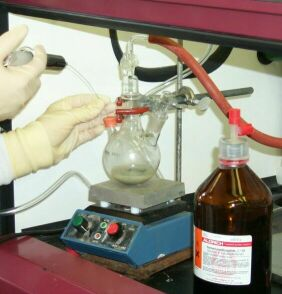
تفاعل باربير باستخدام SMI _{2}

أحد أهم تطبيقات السماريوم هو مغناطيس السماريوم والكوبالت، والذي يحتوي على تركيبة اسمية من SmCo 5 أو Sm 2 Co 17 . لديهم مغنطة دائمة عالية، والتي تبلغ حوالي 10000 مرة من الحديد وتحتل المرتبة الثانية بعد مغناطيس النيوديميوم. ومع ذلك، فإن المغناطيسات القائمة على السماريوم تتمتع بمقاومة أعلى لإزالة المغناطيسية، لأنها مستقرة عند درجات حرارة أعلى من 700 درجة مئوية (قارن 300-400 درجة مئوية لمغناطيس النيوديميوم). توجد هذه المغناطيسات في المحركات الصغيرة وسماعات الرأس والعلامات المغناطيسية المتطورة للقيثارات والآلات الموسيقية ذات الصلة. على سبيل المثال، يتم استخدامها في محركات الطائرات الكهربائية التي تعمل بالطاقة الشمسية، وتشالنجر الشمسية، وفي جيتار السماريوم كوبالت الكهربائي وفتحات الباس.
من التطبيقات المهمة الأخرى للسماريوم ومركباته كمحفز وكاشف كيميائي. تساعد محفزات السماريوم في تحلل البلاستيك، وإزالة الكلور من الملوثات مثل مركبات ثنائي الفينيل متعدد الكلور (PCBs)، بالإضافة إلى تجفيف الإيثانول ونزع الهيدروجين منه. السماريوم (III) ثلاثي الطبقات، هذا هو ، هو أحد أكثر محفزات حمض لويس كفاءة لتفاعل فريدل-كرافتس المعزز بالهالوجين مع الألكينات. يوديد السماريوم (II) هو عامل اختزال واقتران شائع جدًا في التخليق العضوي، على سبيل المثال في تفاعلات إزالة الكبريتات؛ إبطال. التوليفات الكلية دانيشافسكي وكواجيما و موكايما و هولتون تاكسول؛ التوليف الكلي الإستركنين. تفاعل باربير والانخفاضات الأخرى باستخدام يوديد الساماريوم (II) .
في شكله المؤكسد المعتاد، يضاف السماريوم إلى السيراميك والزجاج حيث يزيد من امتصاص الأشعة تحت الحمراء. باعتباره جزءًا (ثانويًا) من خليط الفلزات، يوجد السماريوم في جهاز الإشعال " الصوان " للعديد من الولاعات والمشاعل.

التركيب الكيميائي لـ Sm-EDTMP

السماريوم 153 المشع هو باعث بيتا بعمر نصف يبلغ 46.3 ساعة. يستخدم لقتل الخلايا السرطانية في علاج سرطان الرئة، وسرطان البروستاتا، وسرطان الثدي، وساركوما العظام. لهذا الغرض، يتم مخلب السماريوم 153 مع إيثيلين ديامين رباعي الميثيلين فوسفونات ‏ (EDTMP) ويتم حقنها عن طريق الوريد. تمنع عملية إزالة معدن ثقيل من تراكم السماريوم المشعة في الجسم مما يؤدي إلى زيادة الإشعاع وتوليد خلايا سرطانية جديدة. الدواء المقابل له عدة أسماء بما في ذلك السماريوم ( 153 Sm) ليكسيدرونام؛ اسمها التجاري هو رباعي.
يحتوي السماريوم-149 على مقطع عرضي مرتفع لالتقاط النيوترونات (41000 الحظائر) وبالتالي تُستخدم في قضبان التحكم في المفاعلات النووية. وتتمثل ميزته مقارنة بالمواد المنافسة، مثل البورون والكادميوم، في استقرار الامتصاص - معظم منتجات الاندماج والانحلال في السماريوم 149 هي نظائر أخرى للسماريوم وهي أيضًا ماصات نيوترونية جيدة. على سبيل المثال، المقطع العرضي للسماريوم 151 هو 15000 الحظائر، بترتيب مئات الحظائر بـ 150 Sm، 152 Sm، و 153 Sm، وهي 6800 سم. حظائر السماريوم الطبيعي (مختلط النظائر). من بين منتجات الاضمحلال في المفاعل النووي، يعتبر السماريوم 149 ثاني أهم منتجات تصميم المفاعل وتشغيله بعد زينون 135 .
ثبت مؤخرًا أن الساماريوم هيكسابورايد، والمختصر بـ SmB 6، هو عازل طوبولوجي مع تطبيقات محتملة للحوسبة الكمومية.

### التطبيقات غير التجارية والمحتملة
تم استخدام بلورات فلوريد الكالسيوم المشبعة بالسماريوم كوسيط نشط في واحدة من أولى أنواع الليزر الصلبة التي صممها وصنعها بيتر سوروكين (المخترع المشارك لليزر الصبغ) وميرك ستيفنسون في مختبرات أبحاث آي بي إم في أوائل عام 1961. أطلق ليزر السماريوم هذا نبضات من الضوء الأحمر عند 708.5 نانومتر. كان لابد من تبريده بالهيليوم السائل وبالتالي لم يتم العثور على تطبيقات عملية.
أصبح ليزر آخر قائم على السماريوم أول ليزر مشبع بالأشعة السينية يعمل بأطوال موجية أقصر من 10 نانومتر. قدمت نبضات 50 بيكو ثانية عند 7.3 و 6.8 نانومتر مناسب للتطبيقات في التصوير المجسم، والفحص المجهري عالي الدقة للعينات البيولوجية، وقياس الانحراف، وقياس التداخل، والتصوير الشعاعي للبلازما الكثيفة المتعلقة بانصهار الحبس والفيزياء الفلكية. تعني العملية المشبعة أنه تم استخراج أقصى طاقة ممكنة من وسيط الليزر، مما أدى إلى طاقة ذروة عالية تبلغ 0.3 م ج. كان الوسط النشط عبارة عن بلازما السماريوم التي تم إنتاجها عن طريق تشعيع الزجاج المطلي بالسماريوم باستخدام ليزر زجاجي Nd بالأشعة تحت الحمراء نابض (الطول الموجي ~ 1.05) ميكرومتر).
يمكن استخدام التغيير في المقاومة الكهربائية في أحادي الكالكوجينيدات الساماريوم في مستشعر الضغط أو في جهاز ذاكرة يتم تشغيله بين حالة المقاومة المنخفضة والمقاومة العالية بواسطة الضغط الخارجي،  ويتم تطوير هذه الأجهزة تجاريًا. يولد أحادي كبريتيد السماريوم أيضًا جهدًا كهربائيًا عند التسخين المعتدل إلى حوالي 150 درجة مئوية التي يمكن تطبيقها في محولات الطاقة الحرارية.
يسمح تحليل التركيزات النسبية للسماريوم ونظائر النيوديميوم 147 Sm و 144 Nd و 143 Nd بتحديد عمر وأصل الصخور والنيازك في تأريخ السماريوم والنيوديميوم. كلا العنصرين من اللانثانيدات ولهما خصائص فيزيائية وكيميائية متشابهة جدًا. لذلك، فإن التأريخ Sm-Nd إما غير حساس لتقسيم عناصر العلامة أثناء العمليات الجيولوجية المختلفة، أو يمكن فهم هذا التقسيم جيدًا ونمذجه من أنصاف الأقطار الأيونية للعناصر المعنية.
يعتبر Sm 3+ أيون منشطًا محتملاً للاستخدام في الثنائيات الباعثة للضوء الأبيض الدافئ. إنه يوفر كفاءة إضاءة عالية بسبب نطاقات الانبعاث الضيقة، ومع ذلك، فإن الكفاءة الكمية المنخفضة بشكل عام والامتصاص غير الكافي في المنطقة الطيفية للأشعة فوق البنفسجية إلى اللون الأزرق يعيق التطبيق التجاري.
في السنوات الأخيرة، تم إثبات أن BaFCl: Sm 3+ النانوي كما تم تحضيره بواسطة الترسيب المشترك يمكن أن يكون بمثابة فوسفور تخزين أشعة إكس فعال للغاية. يؤدي الترسيب المشترك إلى بلورات نانوية بترتيب 100-200 نانومتر في الحجم وحساسيتها مثل فوسفور تخزين الأشعة السينية يزداد بشكل مذهل ∼ 500000 مرة بسبب الترتيبات المحددة وكثافة مراكز الخلل مقارنةً بالعينات الجريزوفولفين المحضرة بالتلبيد عند درجة حرارة عالية. تعتمد الآلية على تقليل Sm 3+ إلى Sm 2+ عن طريق محاصرة الإلكترونات التي يتم إنشاؤها عند التعرض للإشعاع المؤين في مضيف BaFCl. 5 D J - 7 F J ff بكفاءة عالية عبر التماثل المسموح به 4f 6 → 4f 5 5d عند حوالي 417 نانومتر. الطول الموجي الأخير مثالي للإثارة الفعالة بواسطة صمامات الليزر الثنائية ذات اللون الأزرق البنفسجي حيث أن الانتقال مسموح به ثنائي القطب الكهربائي وبالتالي يكون مكثفًا نسبيًا (400 لتر / (مول سم)). للفوسفور تطبيقات محتملة في قياس الجرعات الشخصية وقياس الجرعات والتصوير في العلاج الإشعاعي والتصوير الطبي.
يستخدم السماريوم لاختبار الأيونوسفير. ينشره صاروخ على شكل بخار أحمر على علو شاهق، ويختبر الباحثون كيف يشتت الغلاف الجوي وكيف يؤثر على الإرسال اللاسلكي.

## الدور البيولوجي
تحفز أملاح السماريوم عملية التمثيل الغذائي، ولكن من غير الواضح ما إذا كان هذا هو تأثير السماريوم أو اللانثانيدات الأخرى الموجودة معه. يبلغ إجمالي كمية السماريوم عند البالغين حوالي 50 ميكروغرام، معظمها في الكبد والكلى وحوالي 8 ميكروغرام / لتر يذوب في الدم. لا تمتص النباتات السماريوم بتركيز قابل للقياس، وبالتالي لا يعد جزءًا من النظام الغذائي البشري. ومع ذلك، قد تحتوي بعض النباتات والخضروات على ما يصل إلى جزء واحد في المليون من السماريوم. أملاح السماريوم غير القابلة للذوبان غير سامة والأملاح القابلة للذوبان سامة قليلاً فقط.
عند تناوله، يتم امتصاص حوالي 0.05٪ فقط من أملاح السماريوم في مجرى الدم ويتم إخراج الباقي. يذهب حوالي 45٪ من الدم إلى الكبد ويترسب 45٪ على سطح العظام حيث يبقى حوالي 10 سنوات ؛ يفرز الباقي 10٪.

## فهرس
- Greenwood، Norman N.؛ Earnshaw، Alan (1997). Chemistry of the Elements (ط. 2nd). Butterworth–Heinemann. ISBN:0080379419.

## روابط خارجية
- ساماريوم على مشروع الدليل المفتوح.
- إنه عنصر - سماريوم.
- وكلاء التخفيض> السماريوم منخفض التكافؤ.